# Crystallizing Public Opinion
Crystallizing Public Opinion ist ein Buch von Edward Bernays, das 1923 veröffentlicht wurde. 1961 wurde es mit einem neuen Vorwort Bernays’ wieder aufgelegt. Es gilt als eines der Grundlagenwerke zur Öffentlichkeitsarbeit.
Bernays definiert den PR-Berater als jemanden, der weit mehr als ein Pressevertreter eine wirkungsvolle symbolische Bindung innerhalb der Masse erzeugen kann. Geeignete Werbebotschaften werden auf der Grundlage der Gruppenpsychologie entwickelt und durch besonderes Nachrichtendesign in ausgewählten Kanälen rezipientenorientiert verbreitet.
Er gibt Beispiele aus seiner früheren beruflichen Tätigkeit und beruft sich auf Ideen Walter Lippmanns und Wilfred Trotters.

## Zusammenfassung

### Teil 1 – Thematik und Aufgaben
Bernays stellt Erfolge seiner bisherigen Beratungstätigkeit vor:
- Er bekämpfte das Gerücht, ein Hotel werde schließen, indem öffentlich ein neuer Vertrag mit einem bekannten und gutbezahlten maître d'hôtel mitgeteilt wurde. (S. 14–16)
- Speck wurde als Teil gesunder Ernährung vermittelt, indem eine wissenschaftliche Untersuchung in Auftrag gegeben wurde, die nachwies, dass ein „herzhaftes“ Frühstück besonders gesund sei, wenn es Speck enthält. (S. 16–17)
- Arbeitskräftemangel bei der Weizenernte in Kansas wurde bekämpft, indem die Erntearbeit über das Verteidigungsministerium und die Associated Press bei den Kriegsheimkehrern angepriesen wurde. (S. 21–24)
- Verstärkung des litauischen Nationalgefühls durch Bildung eines litauischen Nationalrats, der interessante Nachrichten an Intellektuelle, Politiker, Sportfans und andere demografisch profilierte Bevölkerungsgruppen vermittelt, die die Meinung anderer Gruppen beeinflussen, so dass günstige Konsequenzen für Litauen entstanden. (S. 24–27)
- Förderung des Völkerbunds durch einen gemischt besetzten Ausschuss (Frauenvertreterinnen, Demokraten, Republikaner, Radikale, Reaktionäre, Verbände und Vereine), welcher diesen öffentlich befürwortete. (S. 31–32)

Die öffentliche Meinung gewinnt nach Bernays immer mehr an Bedeutung, insofern Menschen besser informiert sein wollen und Organisationen sich dementsprechend bemühen, ein besseres Bild von sich selbst zu vermitteln. Dies trifft in besonderem Maße auf die öffentlichen Versorgungsunternehmen zu, die dem öffentlichen Interesse dienen sollen. (S. 41–46)

### Teil 2 – Die Gruppe und die Herde
Die „Öffentliche Meinung“ besteht nach Bernays aus ungeordneten Vorstellungen und vorgefassten Urteilen, die im Kopf des Durchschnittsindividuums unausgearbeitet nebeneinander liegen. Er zitiert Wilfred Trotter, dieser Durchschnittsmensch habe viele starke Überzeugungen, deren Ursprung er nicht erklären könne. Das Bewusstsein habe außerdem „logik-resistente Abteilungen“, die vorzugsweise oder ausschließlich mit Mitteln jenseits des Rationalen angegangen werden müssten. (S. 61–68)
Nach der Erörterung des wechselseitigen Verhältnisses von Presse und Öffentlichkeit schlägt Bernays vor, die etablierte öffentliche Meinung in ihrer Komplexität zu verstehen. Er beruft sich auf das von Walter Lippmann beschriebene Konzept des „Stereotyps“, das erläutert, dass Stereotypen, die die Menschen bereits haben, bestimmen, welche neuen Inhalte sie als „Tatsachen“ in das stimmige Weltbild einfügen können. Er zitiert aus Everett Dean Martins Buch The Behaviour of Crowds von 1920, wie Herdenmentalität den unbewussten Drang der Menschen verstärken, Hemmungen senken und die Gegensätze zu anderen Gruppen verschärfen kann. Gebildete Menschen können diese Mentalität genauso zeigen wie Unwissende. Bernays zitiert Trotter, die Herdenmentalität wirke dabei immerwährend auf Menschen ein, nicht nur wenn sie Teil einer tatsächlichen Menschenmasse auf der Straße sind. (vgl. S. 98–110)
Der Praktiker müsse daher den „Fluss der Gruppenenergie“ anzapfen. (vgl. S. 118–122)

### Teil 3 – Techniken und Methoden
Die Größe und die Heterogenität des modernen Amerika „machen es heute für den Befürworter eines Standpunkts erforderlich, einen Experten zu engagieren, der ihn vor der Gesellschaft vertritt, einen Experten, der es versteht, Gruppen zu erreichen, die sich in Bezug auf Ideale, Bräuche und sogar Sprache völlig unterscheiden. Aus dieser Notwendigkeit heraus hat sich die Beratung für Öffentlichkeitsarbeit entwickelt.“ Der erfahrene PR-Mitarbeiter leistet einen wertvollen Beitrag zur Überwindung von Heterogenität, um Millionen von Menschen auf die gleiche Weise zu beeinflussen. Hierzu werden etablierte Kommunikationsmedien verwendet, um die „richtigen“ Fakten zum richtigen Zeitpunkt zu kommunizieren. (S. 125–138)

Menschen sollten als Mitglieder von „sich überlappenden Gruppen“ angesprochen werden, die verschiedene Aspekte ihrer Identität betreffen. (139–146) Zum Beispiel bei der Förderung von Seide: Seide wurde in Frauenclubs als modisch, für Kunstliebhaber als künstlerisch, für Schulen als historisch interessant dargestellt. Diese unterschiedlichen Blickwinkel könnten unterschiedliche Aspekte der Identität der Menschen ansprechen:
Die Schullehrerin wurde im Schulzimmer als Erzieherin und nach der Schulzeit als Mitglied eines Frauenclubs angesprochen. Sie las die Werbung über Seide als Leserin der Zeitungen und als Mitglied der Frauengruppe, die die Museen besuchte, sah sie dort die Seide. Die zu Hause gebliebene Frau wurde durch ihr Kind mit der Seide in Kontakt gebracht. (S. 146)
Das Hervorheben der richtigen Gruppenidentität für den jeweiligen Zweck ist viel effektiver als der Versuch, die Haltung einer einzelnen Gruppe zu ändern. Das Hervorheben sich ändernder äußerer Bedingungen, wie beispielsweise neuer Technologien, ist ebenfalls wirksam. Auch universelle Instinkte wie Selbsterhaltung und Sex können sinnvoll herangezogen werden. Oder Instinkt/Gefühls-Paare wie Flucht–Angst, Abscheu–Ekel, Kampf–Wut und andere. (S. 146–153)
"The public relations counsel sometimes uses the current stereotypes, sometimes combats them, and sometimes creates new ones.“ (S. 162)

„Der Berater bedient sich der geläufigen verfestigten Vorstellungen, manchmal, indem er sie bekämpft, manchmal, indem er neue erschafft.“
Da die Methoden der psychologischen Beeinflussung vielfältig sind, schlägt Bernays vor, sich auf die Grundlagen zu konzentrieren. Er ermutigt den PR-Berater, sich selbst als Mitglied der verschiedenen Gruppen vorzustellen, die er erreichen muss, und anschließend eine Kampagne zu planen, die so viele unterschiedliche Gruppenaspekte wie möglich anspricht. Zum Beispiel kann ein Hotel, das seine Bekanntheit unter Beweis stellen möchte, ein öffentliches Fest mit sorgfältig ausgewählten Gästen abhalten – darunter „ein führender Bankier, eine Frau aus der Gesellschaft, ein prominenter Anwalt, ein einflussreicher Prediger und so weiter, bis sich ein Querschnitt durch die Stadt ergibt.“ (S. 166–169).

Der PR-Berater muss Nachrichten generieren, „egal in welchem Medium diese Nachrichten ausgestrahlt werden“.
„Der PR-Berater muss verblüffende Fakten aus seinem gesamten Fach herausheben und als Nachricht präsentieren. Er muss Ideen isolieren und zu Ereignissen weiterentwickeln, damit sie besser verstanden werden können und die Aufmerksamkeit als Neuigkeit beanspruchen.“
 Sobald interessante Nachrichten erstellt sind, werden sie sich über Medienkanäle verbreiten, die versuchen, die Aufmerksamkeit der Öffentlichkeit auf sich zu ziehen. (S. 171)

### Teil 4 – Ethische Bezüge
Bernays setzt seine Erörterung der Nachrichten fort und bemerkt, dass Journalisten Referenten für Öffentlichkeitsarbeit als wichtige Quellen für aktuelle Informationen betrachten. Er betont die zentrale Bedeutung von Zeitungen für die Kultur und schreibt, dass der PR-Berater „wahrheitsgemäße, genaue und überprüfbare Nachrichten“ liefern muss, um in der Gunst der Journalisten zu bleiben. (S. 177–183)
Die Definition von „Nachrichten“ ist nicht festgelegt und variiert von Zeitung zu Zeitung. Bernays zitiert William Henry Irwins Definition, dass Nachrichten „eine Abkehr von der etablierten Ordnung“ sind. Dann zitiert er Irwins Liste der Grundsätze zur Bestimmung des Nachrichtenwerts, die seiner Ansicht nach der Definition widersprechen könnten:
„Wir lesen lieber über die Dinge, die wir mögen.“ („Macht für die Männer, Zuneigung für die Frauen.“)
„Unser Interesse an Nachrichten wächst in direktem Verhältnis zu unserer Vertrautheit mit ihrem Thema, der Situierung und den handelnden Personen.“
„Unser Interesse an Nachrichten steigt im direkten Verhältnis zur allgemeinen Bedeutung der Personen oder Handlungen, die davon betroffen sind.“
Oft zitiert Bernays Walter Lippmann, eine „offenkundige Handlung“ sei notwendig, um einen Sachverhalt zu klären, damit daraus erst Nachrichten werden können. Laut Lippmann steht der Pressevertreter zwischen dem Ereignis und der Presse, um den Informationsfluss zu steuern. Auch für Bernays ist ein Berater für Öffentlichkeitsarbeit kein einfacher Lieferant von Nachrichten, sondern erschafft diese. Das Ergebnis muss natürlich wahrheitsgetreu und genau sein – und darüber hinaus gut geschrieben und zugeschnitten auf die Bedürfnisse der verschiedenen Medien. (S. 191–198)
Bernays verteidigt die Rolle des PR-Beraters als „Special Pleaders“ (Fürsprecher eines Standpunkts) und meint, dass die von diesem befürworteten Standpunkte nicht unbedingt schlechter seien als die, die er abschwächt. In Wirklichkeit bestehe der einzige Unterschied zwischen „Propaganda“ und „Bildung“ in der Perspektive: Das Eintreten für das, woran wir glauben, sei Bildung. Das Eintreten für das, woran wir nicht glauben, Propaganda. Er zitiert Elmer Davis’ Bemerkung, dass „die Relativitätstheorie der Wahrheit für jeden Zeitungsmann selbstverständlich ist, auch für einen, der nie Erkenntnistheorie studiert hat“. (S. 208–213)
„The social value of the public relations counsel lies in the fact that he brings to the public facts and ideas of social utility which would not so readily gain acceptance otherwise.“ Die gesellschaftliche Bedeutung des PR-Beraters liegt darin, dass er der Öffentlichkeit Fakten und Vorstellungen nahe bringt, die auf andere Weise kaum so bereitwillig Zustimmung finden würden. (S. 216)
Bernays schließt mit einer Warnung von Ferdinand Tönnies, die Zivilisation sei in Gefahr. „Höhere Schichten der Gesellschaft“ müssten die Zivilisation vor niedrigen Instinkten schützen und moralische wie spirituelle Motive in die öffentliche Meinung „injizieren“.

## Reaktionen
Kommentatoren räumten ein, dass Bernays mit seinem Buch Neuland betrat, insofern erstmals die Aufgabe eines „PR-Beraters“ definiert wurde. Die New York Times nannte es „das erste Buch, das ausschließlich diesem Beruf gewidmet ist, der mit der Zeit eine überwältigende nationale Bedeutung bekommen wird.“ Die Meinungen über seine Qualitäten waren unterschiedlich. H. L. Mencken nannte es zunächst ein „Pionierbuch“, später äußerte er seine Verachtung. Der zukünftige Senator Ernest Gruening fragte in einer Rezension mit dem Titel „Higher Hokum“ (höherer Blödsinn), ob es nicht besser sei, die Öffentlichkeit zu überzeugen, anstatt sie einfach mit gröberen Mitteln „einzupferchen“ (was dem sogenannten „Zur-Hölle-mit-der Öffentlichkeit“-Ansatz entspreche) – ob das Endergebnis für die Öffentlichkeit durch Überzeugung wirklich ganz anders wäre, zumal es der Öffentlichkeit nicht gefällt, verachtet zu werden und sie sich nicht an der Nase herumführen lasse. Verführung erscheine gegenüber offenem Missbrauch nicht wirklich vorteilhafter.

## Kritische Analyse
Crystallizing Public Opinion erschien ein Jahr nach Lippmanns Public Opinion und kann nach Meinung von Stewart Ewan als Anwendung von Lippmans Prinzipien auf die aktive Manipulation der öffentlichen Meinung verstanden werden. Während Lippmann eine größere Rolle für die Regierung bei der Steuerung der öffentlichen Meinung sah, konzentrierte sich Bernays auf das Unternehmen und seinen PR-Vertreter.
Die Professorin Sue Curry Jansen vertritt die Auffassung, dass Bernays Lippmans  Einsichten verzerrt habe. PR-Historiker wie Stuart Ewen und Larry Tye hätten Bernays Meinung in diesem Punkt unkritisch wiederholt. Sie schreibt, Lippmanns Öffentliche Meinung sei eine Analyse der Einschränkungen der Rationalität, denen eine demokratische Gesellschaft ausgesetzt ist. Bernays habe Lippmanns radikale Kritik systematisch in eine Entschuldigung für Öffentlichkeitsarbeit verkehrt, indem er Lippmanns Werke selektiv und täuschend zur Unterstützung der PR zitiere, die Lippmann eindeutig ablehne. Während Lippmann das Stereotyp als eine Art blinden Fleck oder als Hindernis für rationales Denken betrachte, sehe Bernays es als „große Hilfe für den PR-Berater“, obwohl es ‚nicht unbedingt wahr‘ sei. Sie findet auch,  Bernays schreibe Lippmann in Crystallizing Public Opinion manchmal Zitate zu, die überhaupt nicht zum Werk Lippmanns passten. Sie findet es bedauerlich, dass Alex Carey, Noam Chomsky und Stuart Ewen Bernays irreführendes Build von Lippmann übernommen und verbreitet haben.

## Ausgaben
- Crystallizing Public Opinion, New York: Boni and Liveright, 1923, OCLC 215243834
- Edward Bernays: Crystallizing Public Opinion. LIVERIGHTPUBLISHING CORPORATION, New York 1961.

## Links
- Scan des Buches
- Der Überzeugungstäter – Der Spiegel über Edward Bernays und u. a. die Wahrnehmung von Crystallizing Public Opinion (von Philipp Schnee)